# Дионисий Врачански
Диеонисий Врачански е български духовник, архимандрит, участник в църковно-националните борби на българите.

## Биография
Роден е във Враца. От 23 април 1871 година архимандрит Дионисий е представител на Врачанска епархия на Църковно-народния събор в Цариград на мястото на Никола Занкин. На 14 май същата година подписва приетия от събора устав на Българската екзархия. След това от декември 1875 година до към 1880 година е екзархийски наместник и протосингел в Охрид, като замества неможещия да се върне в града митрополит Натанаил Охридски. Дионисий управлява Охридската митрополия в изключително тежка политическа ситуация и в силно материално затруднение. Битолският валия Ахмед Мухтар паша не го признава за легитимен наместник, макар да е законно назначен. Той се опитва да бъде отзован от Охрид, но по съвет на екзарх Йосиф I Български остава. Според Кузман Шапкарев Дионисий е замесен в Охридското съзаклятие от 1880 - 1881 година. По молба на Шапкарев екзархийското ръководство го оттегля от поста му преди разкритията на османските власти.